# Priziac
Priziac is een gemeente in het Franse departement Morbihan (regio Bretagne). De plaats maakt deel uit van het arrondissement Pontivy. De gemeente telde 1.024 inwoners op 1 januari 2022.

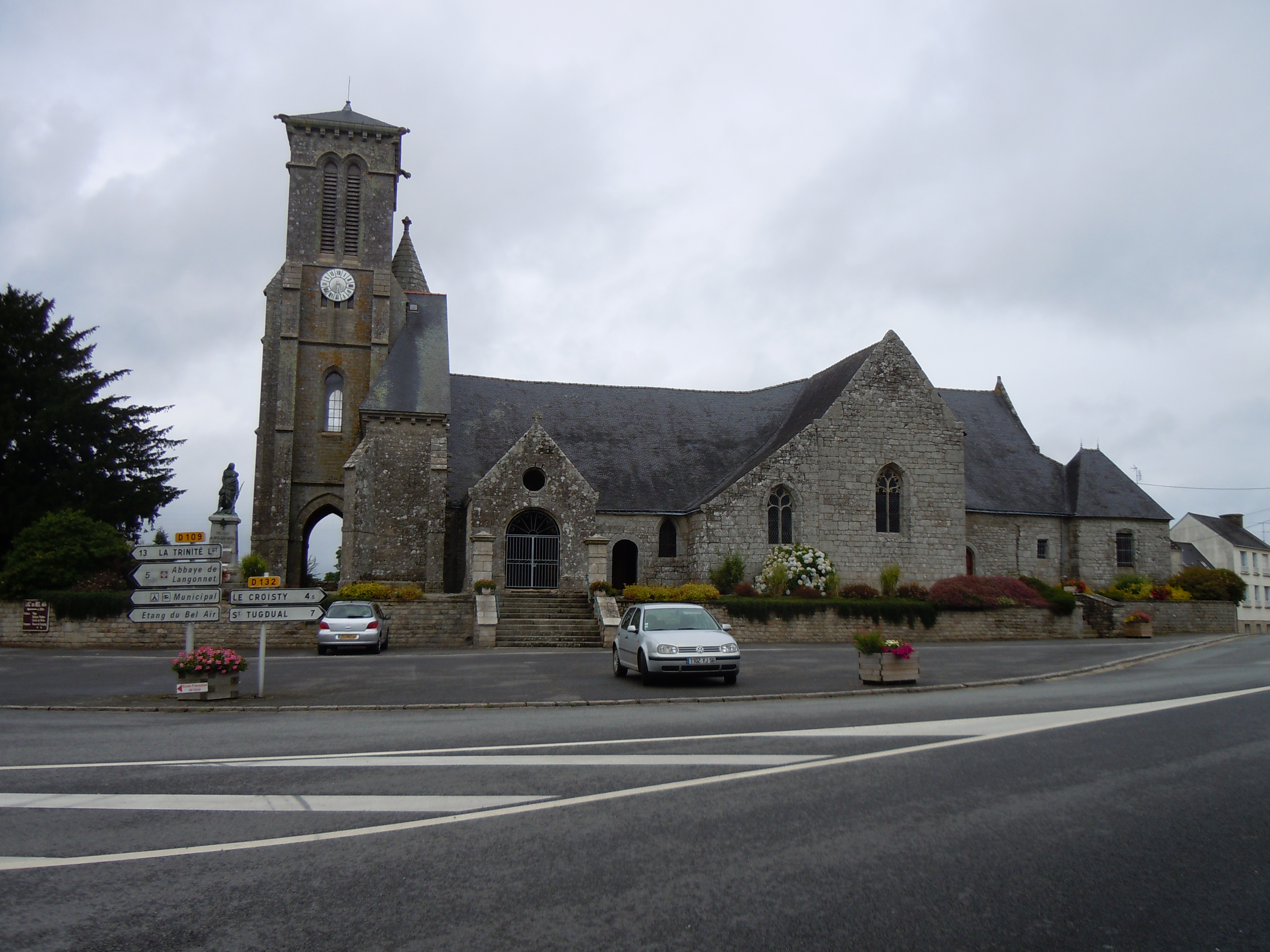
Parochiekerk van Priziac
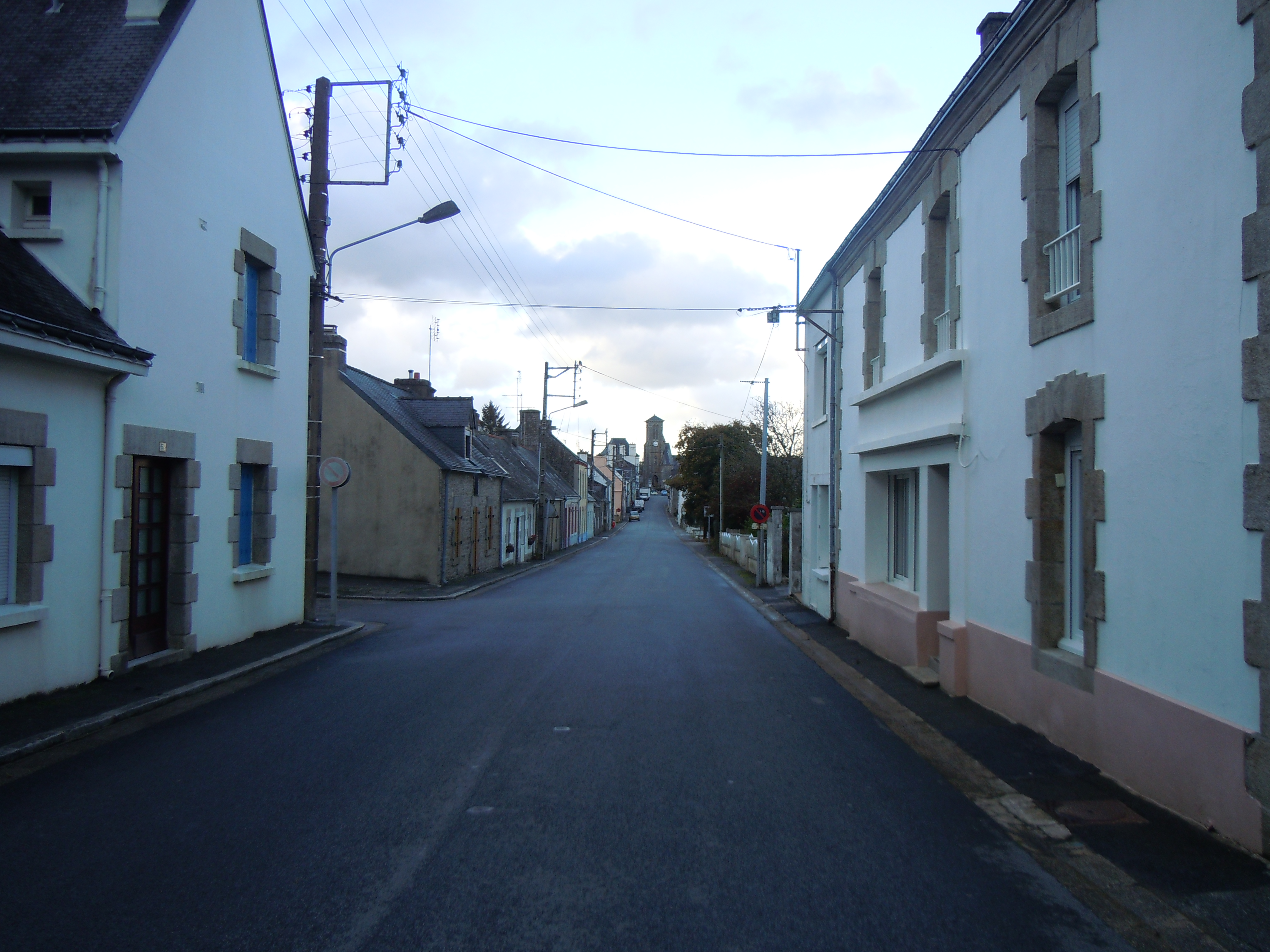
Hoofdstraat van Priziac

## Geografie
De oppervlakte van Priziac bedroeg op 1 januari 2022 44,63 vierkante kilometer; de bevolkingsdichtheid was toen 22,9 inwoners per km².

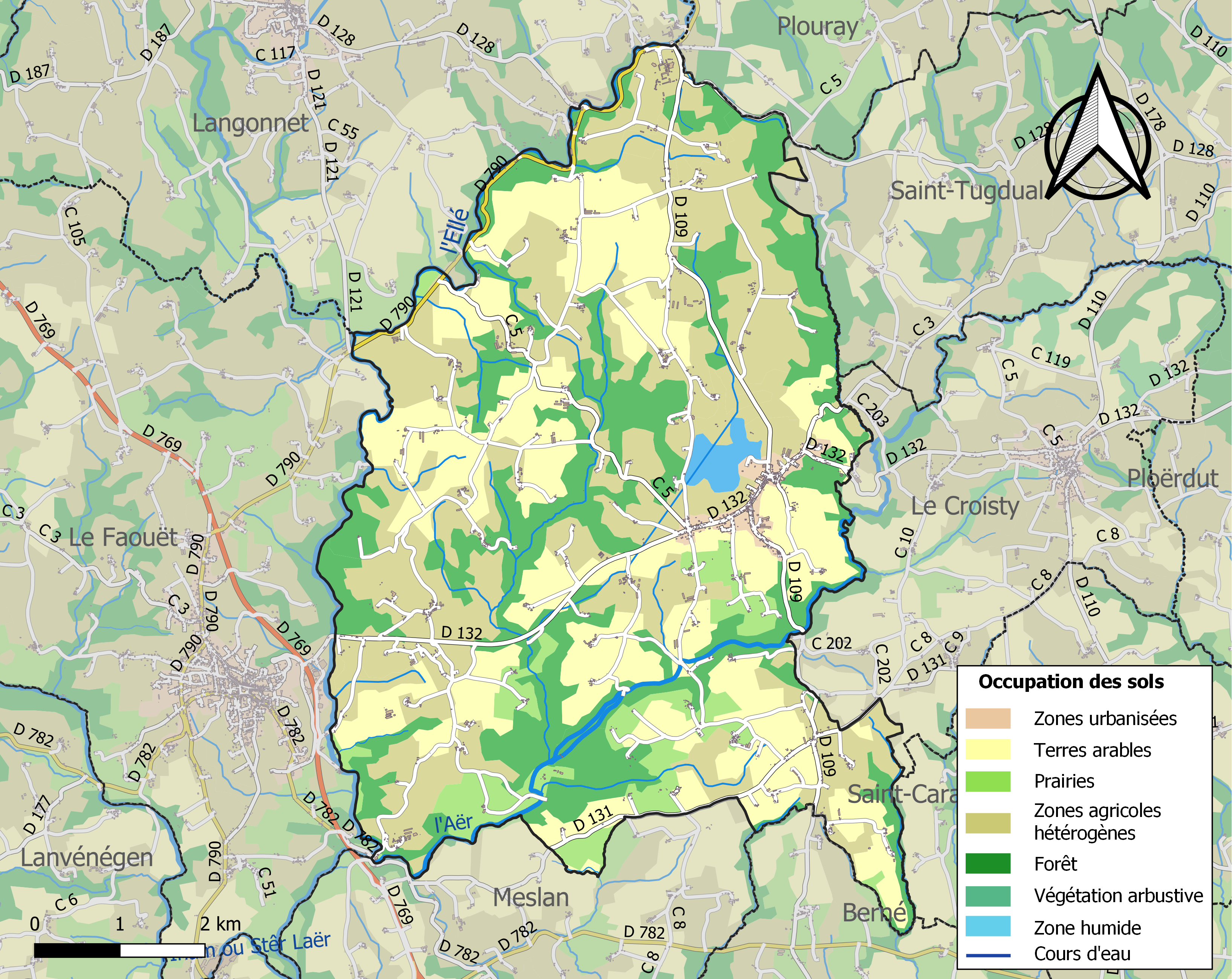
Kaart van de gemeente met de belangrijkste infrastructuur, bodemgebruik en omliggende gemeenten

## Demografie
Onderstaande figuur toont het verloop van het inwonertal, bron: INSEE-tellingen. 